# 天皇直訴事件
天皇直訴事件（てんのうじきそじけん）は、天皇に対して直訴を行った（未遂を含む）事件。近現代における主なものとしては以下のものがある。
- 1901年（明治34年）12月10日、元衆議院議員の田中正造が、足尾銅山周辺における鉱害事件（足尾鉱毒事件）の解決を求めて東京市日比谷で明治天皇に訴状を渡そうとした事件。田中は訴状を渡す前に拘束されたが即日釈放された。
- 1903年（明治36年）11月、田中守平が桜田門前で行った上奏事件。
- 1927年（昭和2年）11月19日、歩兵第68連隊二等兵の北原泰作が、軍内部における部落差別の解決を求めて名古屋城東練兵場で行われた陸軍特別大演習の際に昭和天皇に対し訴状を渡そうとした事件。数メートル前で捕らえられた[1]。事件後の軍法会議により懲役1年、直訴のために記載した訴状は没収。上告手続きをしたものの、棄却され、翌1928年（昭和3年）1月から12月までの間、大阪衛戎刑務所に収監。その後は陸軍教化隊へ入営した[2]。
- 1929年（昭和4年）に児玉誉士夫が行った事件。
- 1929年（昭和4年）11月24日、上野公園付近を通過中の御料車の前に青年が直訴状を持って飛び出し、直ちに警察官により逮捕。4ヶ月の拘留を受けて釈放された。直訴状の内容は、静岡県熱海市の海岸を埋め立てる工事に異議を唱えるもので、直訴の直接的な効果は無かったものの、事件後、埋め立て業者は地元と妥協点を探るようになり事業規模は縮小された[3]。
- 2013年（平成25年）10月31日、参議院議員の山本太郎が園遊会で天皇に直接書簡を渡した行為。